# Ingo Timm
Ingo Johannes Timm (* 11. April 1973 in Lilienthal) ist ein deutscher Informatiker.

## Ausbildung und Beruf
Nach dem Studienabschluss mit einer Arbeit zur automatischen Generierung von Risikoklassifikationen promovierte er über das Dynamische Konfliktmanagement als Verhaltenssteuerung Intelligenter Agenten am Technologie-Zentrum Informatik der Universität Bremen. Sein Doktorvater ist Otthein Herzog.
2006 wurde er auf eine W2-Professur für Wirtschaftsinformatik und Simulation an der Johann Wolfgang Goethe-Universität in Frankfurt am Main berufen. Seit 2010 ist er Professor für Wirtschaftsinformatik an der Universität Trier.
Professor Timm ist Sprecher der Fachgruppe Verteilte Künstliche Intelligenz der Gesellschaft für Informatik.